# Paul Kaznelson

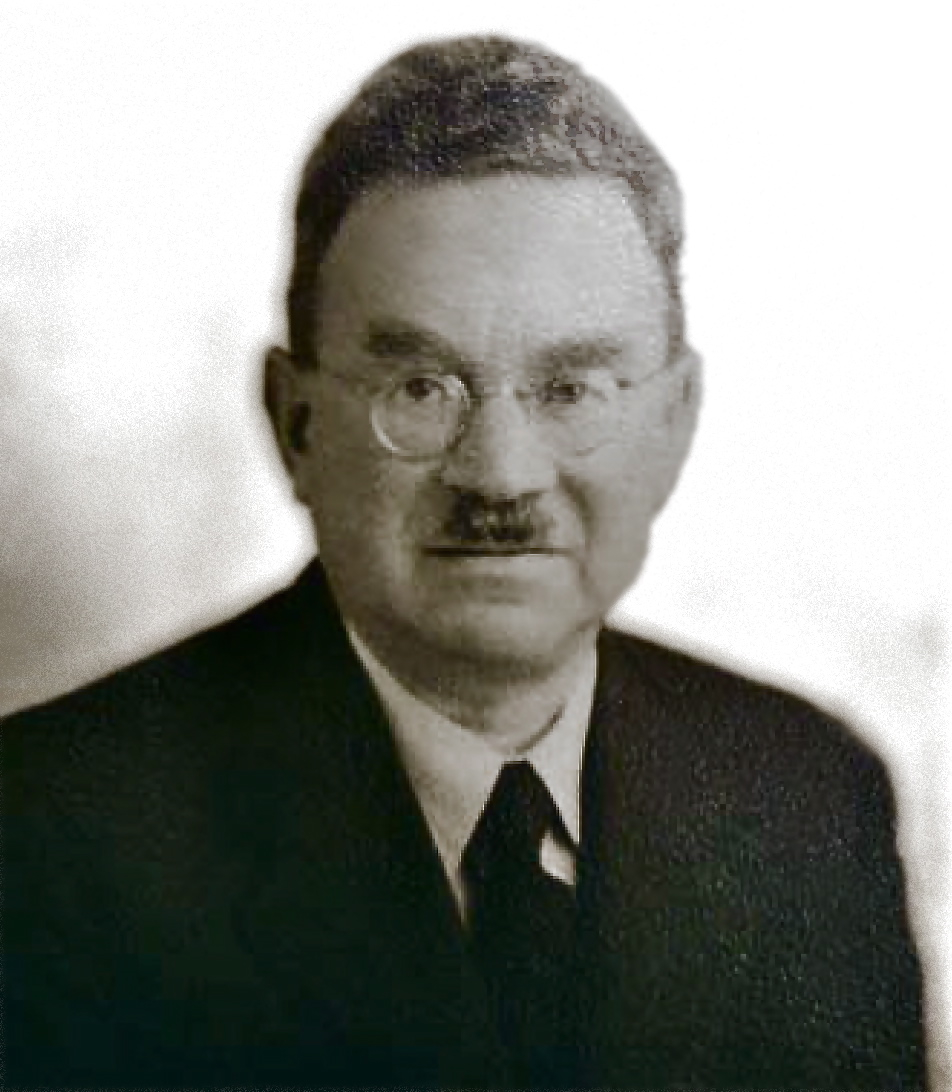
Paul Kaznelson (1950)

Paul Kaznelson (* 7. April 1892 in Warschau, Russisches Kaiserreich; † 1959) war ein tschechoslowakischer Hämatologe.

## Leben
Kaznelson wurde als russischer Staatsbürger in der damaligen russischen Provinz Weichselland geboren. Nach dem Tod seines Vaters siedelte die Familie nach Böhmen um. Kaznelson studierte bis 1917 Medizin an der deutschen Prager Karl-Ferdinands-Universität. Einer seiner Lehrer war Hermann Schloffer.
1919 wurde Kaznelson tschechoslowakischer Staatsbürger. Ab 1926 war er Privatdozent für Spezielle Pathologie und Therapie der inneren Krankheiten an der Karl-Ferdinands-Universität. Die Zeit zwischen den Weltkriegen war die wissenschaftlich produktivste Periode in Kaznelsons Leben. Nach der Besetzung der sogenannten „Rest-Tschechei“ durch das Deutsche Reich floh er aufgrund seiner jüdischen Herkunft 1939/40 über die Schweiz und Frankreich nach England. Dort lebte und arbeitete er bis zu seiner Rückkehr in die Tschechoslowakei nach dem Krieg.
Die tschechoslowakischen Behörden betrachteten ihn jedoch infolge seiner Zugehörigkeit zum Lehrkörper der deutschen Universität in Prag als Deutschen und verweigerten ihm die Anerkennung seiner tschechoslowakischen Staatsangehörigkeit. Kaznelson kehrte daraufhin 1950 nach England zurück und bemühte sich um die britische Staatsangehörigkeit. Er erhielt jedoch nur eine Aufenthalts- und Arbeitsgenehmigung.
Kaznelson starb 1959 in Deutschland.
Er war mit Katerina Pazderova verheiratet, das Paar hatte keine Kinder.

## Wirken
Noch als Medizinstudent schlug Kaznelson seinem Lehrer Schloffer 1916 vor, einer Patientin mit thrombozytopenischer Purpura die Milz zu entfernen. Diese Operation blieb lange Zeit ein Standard in der Behandlung der thrombozytopenischen Purpura. Auch heute wird sie noch als Notfallmaßnahme in schweren Fällen eingesetzt.
1922 beschrieb Kaznelson als Erster die Erythroblastopenie, eine Form der Anämie.
Weitere Arbeitsfelder waren die Blutgerinnung, Leukämien und die Eisenmangelanämie. Hier erkannte er als Erster den Zusammenhang von Hohlnägeln mit der Eisenmangelanämie. Die heute als Faber-Syndrom bekannte Eisenmangelanämie infolge verminderter Eisenresorption bei Achylie und beschleunigter Magen-Darm-Passage wurde zeitweise auch Kaznelson-Syndrom genannt.
Nach seiner Flucht aus Prag kam Kaznelsons wissenschaftliche Tätigkeit zum Erliegen. In der Literatur findet sich nur noch eine Wortmeldung aus dem Jahre 1942.